# Негуреній-Ной
Негуреній-Ной (рум. Negurenii Noi) — село в Унгенському районі Молдови. Входить до складу комуни, адміністративним центром якої є село Агрономовка.

## Населення
За даними перепису населення 2004 року у селі проживали 80 осіб.
Національний склад населення села:
| Національність | Кількість осіб | Відсоток |
| -------------- | -------------- | -------- |
| українці       | 41             | 51,2%    |
| молдавани      | 37             | 46,3%    |
| росіяни        | 2              | 2,5%     |
| Всього         | 80             | 100%     |